# グルジア海軍艦艇一覧
グルジア海軍艦艇一覧は、グルジア海軍が保有あるいは保有を計画した歴代艦艇の一覧である。
凡例

## 現有勢力（2010年現在）
- 国防予算：10億9,500万ドル（+5億1,200万ドル）
- 海軍人員：710名（－2,390名）
- 艦船隻数：9隻

ミサイル艇×0（－2）
高速艇×1（＋1）
哨戒艇×4（－2）
エアクッション揚陸艇×1（＋1）
輸送艇×1
測量艇×2（＋2）
- コースト・ガード：船艇14隻（＋2隻

## 艦艇一覧（近代海軍）

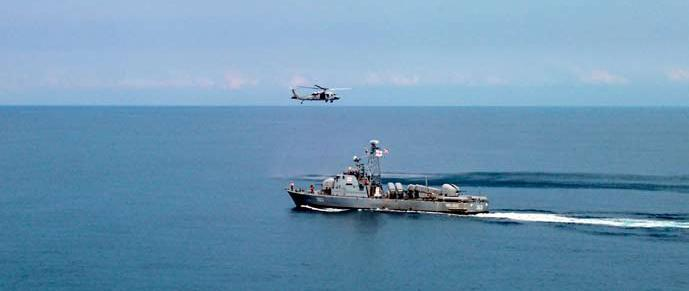
ラ・コンバタントII型ミサイル艇ディオスクリア

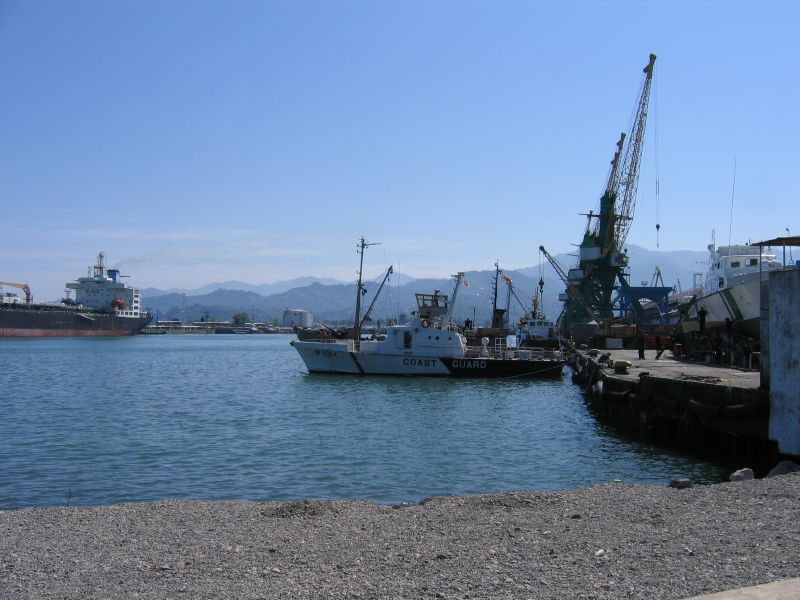
グリフ級警備艇

### 哨戒・警備艦艇
哨戒艇
各型 - 8隻
- デロス(Δήλος)型哨戒艇

　　　イヴェリア(201)、メスチア(203)
- AB-25型哨戒艇

　　　クタイシー(202)（1998年にトルコからグルジアへ供与）
- 205P号計画「タラーントゥル」型海上警備艦

　　　バトゥミ(301)（1998年にウクライナからグルジアへ供与､2006年に解体）
- Project 368T魚雷艇

　　　アクメータ(102)
- その他

　ガンチアディー(016)（ZU-23-2機関砲2門で武装した漁船。南オセチア紛争で喪失）
　チャルトゥーボ(101)（南オセチア紛争で喪失）、ガリ(04)

### 高速戦闘艇
ミサイル艇
- ヴィーフリ型ミサイル艇 - 1隻

トビリシ(302) （南オセチア紛争にて喪失）
- ラ・コンバタントII型ミサイル艇 - 1隻

ディオスクリア(303) （南オセチア紛争にて喪失）